# Aenicteques chapmani
Aenicteques chapmani  (лат.) — вид мирмекофильных клещей из отряда Mesostigmata, единственный в составе монотипического рода Aenicteques (Aenictequidae). Эндемики Филиппины (Юго-Восточная Азия). Передние ноги гипертрофированные, вдвое длиннее всего тела. Хетотаксия голеней IV-й пары ног (2-2/1, 2/1-2) уникальна среди всех представителей подотряда Trigynaspida. Aenicteques chapmani обнаружен в ассоциации с кочевыми муравьями вида Aenictus martini (ныне это синоним таксона Aenictus gracilis Emery, 1893, Aenictinae). Вид назван в честь мирмеколога Дж. Чапмана (Dr. J. W. Chapman), внёсшего крупный вклад в исследование кочевых муравьёв Филиппин.